# Kvangnung
A Kvangnung (Gwangneung) (광릉) Kjonggi (Gyeonggi) tartomány Namjangdzsu (Namyangju) városában található Csoszon (Joseon)-kori királysír.

## Jellemzői
A sír jelentősen különbözik a korábbiaktól, építésekor több kőelemet is elhagytak, beleértve a külső kőkoporsót is, valamint csak egy T alakú szentélyt építettek a két halomnak. Az elhunyt király kívánsága volt, ezzel munkát és pénzt spóroltak meg. A két sírhalom egyedülálló módon nem egymás mellett, hanem két külön dombon helyezkedik el, a kamrák pedig mészkőből épültek, kő helyett.
| Sír neve                      | Elhunytak neve                                           | Év   |
| ----------------------------- | -------------------------------------------------------- | ---- |
| Kvangnung (Gwangneung) (광릉) | Szedzso (Saejo) király Csonghi (정희, Jeonghui) királyné | 1468 |